# Лубенський фінансово-економічний коледж ПДАА
Лубенський фінансово-економічний коледж є структурним підрозділом Полтавської державної аграрної академії, вищим державним закладом І-ІІ рівнів акредитації, підпорядкованого Міністерству аграрної політики України.
Це один із найстаріших навчальних закладів Полтавської області. За свою 68-річну історію начальний заклад завжди випускав талановитих спеціалістів фінансово-економічного спрямування, які вже протягом півстоліття гідно відстоюють набуті в коледжі знання, для розвитку багатьох галузей народного господарства України. Звертаючись до історичного минулого, ми висловлюємо глибоку повагу і вдячність керівникам, викладачам і студентам коледжу, які своєю невтомною працею сприяли становленню, зміцненню і розвитку нашого навчального закладу.

## Випускники
- Бойко Андрій Юрійович (1998—2018) — солдат Збройних сил України, учасник російсько-української війни.

## Джерело
- Історія навчального закладу [Архівовано 6 травня 2014 у Wayback Machine.]